# レアミー・タンシル
レアミー・アレクサンダー・タンシル（Laremy Alexander Tunsil, 1994年8月2日 - ）は、アメリカ合衆国ルイジアナ州ハーベイ出身のプロアメリカンフットボール選手。NFLのワシントン・コマンダースに所属している。ポジションはオフェンシブタックル。

## 大学時代

### 1年生
2013年にミシシッピ大学に入学したのち、1年目から全ての試合に出場した。また、アーカンソー大学に勝利した後、SEC週間最優秀オフェンシブラインマン賞に選ばれた。シーズン終了後には、SECオールフレッシュマン賞を獲得し、スポーティングニュースのオールアメリカンのフレッシュマン第1チームに選ばれた。

### 2年生
2年目の2014年には、上腕二頭筋の断裂のため、1試合を欠場したのみで、それ以外の11試合には全て出場した。その後、ピーチボウルに先発出場したものの、前半に腓骨を骨折した。シーズン終了後には、AP通信によって、オールSECチームに選ばれた。

### 3年生
3年目シーズンが始まる前の2015年6月に、タンシルはスポーツエージェントから不適切な報酬を受け取ったとして告発された。ミシシッピ大学のヒュー・フリーズコーチは、予防措置として、9月5日のテネシー大学マーティン校との対戦ではタンシルを出場させないことを決めた。NCAA側もタンシルに7試合の出場停止を命じた。復帰直後のテキサスA&M大学戦では、8.5サックを記録していたディフェンシブエンドのマイルズ・ギャレットとのマッチアップがあり、タンシルはギャレットのサックを0回に抑え込んだ。

## プロキャリア

### ドラフト前の出来事
ボウルゲームの直後、タンシルは4年生シーズンはプレーせず、2016年のNFLドラフトにアーリーエントリーすることを表明した。ドラフト前のモックドラフトでは全体1位指名も予想された。NFLスカウティングコンバインでも優れたパフォーマンスを見せて引き続きドラフト全体1位指名の有力候補であった。

ドラフトが始まる10分前に、タンシルのTwitterアカウント上に、ガスマスクを着用し、ボンから物質を吸っているタンシル本人の動画が公開された。タンシルのエージェントはすぐにアカウントが乗っ取られたことを発表したが、数チームはタンシルの指名を見送り、最終的にマイアミ・ドルフィンズが1巡目全体13位で指名した。
| 6 ft 5 in (196 cm)                                                         | 310 lb (141 kg) | 34+1⁄4 in (87 cm) | 10 in (25 cm) | 28+1⁄2 in (72 cm) | 9 ft 3 in (2.82 m) | 34 回 |
| NFLコンバインでの測定値。 Broad, Vertical and Bench from Ole Miss Pro Day. |                 |                   |               |                   |                    |       |

### マイアミ・ドルフィンズ時代
2016年4月28日、マイアミ・ドルフィンズは2016年のNFLドラフトで13位でタンシルを指名し、同年5月6日に1,240万ドルのルーキー契約を結んだことが発表された。
ルーキーイヤーの2016年シーズンには、14試合に出場し、そのうち13試合は左ガードとしてプレーし、リーグ9位のランオフェンスに貢献した。2016年シーズン終了後、ベテラン左タックルのブランデン・アルバートがジャクソンビル・ジャガーズにトレードされたため、2017年シーズンは左タックルにポジションを変更した。

### ヒューストン・テキサンズ時代
2019年8月31日、ケニー・スティルス、4巡目指名権とともにヒューストン・テキサンズにトレードされた。移籍後の2019年は左タックルで14試合を先発出場し、キャリア初のプロボウルに選出された。
2020年4月24日、タンシルはテキサンズと5,780万ドルの保証額を含む3年6,600万ドルの契約延長にサインし、最も年俸の高いオフェンシブラインとなった。2020年シーズンも14試合に先発出場し、2年連続でプロボウルに選出された。
2021年シーズンは、親指の怪我のため、長期間負傷者リストに入ることとなり、5試合の先発出場に留まった。
2022年シーズンから2024年シーズンまでは3年連続してプロボウルに選出された。

### ワシントン・コマンダース時代
2025年3月15日、2025年のドラフト3巡指名権と7巡指名権、2026年のドラフト2巡指名権と4巡指名権との交換でワシントン・コマンダースにトレードされた。